# Dave Elman
Dave Elman (ur. 1900, zm. 1967) – amerykański hipnotyzer, znany z efektownych technik hipnozy.
Przed zaangażowaniem w hipnozę zabawiał publiczność podczas transmisji radiowych. Jako mały chłopiec był głęboko zadziwiony, kiedy hipnoza pomogła ukoić ból w końcowym stadium raka u jego ojca. W późniejszych latach głównie uczył hipnotyzować lekarzy i dentystów, aby pomóc usunąć choroby o podłożu emocjonalnym takie jak: alergie, otyłość i jąkanie. Bardzo mało materiałów w postaci książek i trochę nagrań radiowych z jego treningów hipnotyzerskich pozostało do naszych czasów. Jego książka Hypnotherapy (czasem nazywana Findings in Hypnosis) jest nadzwyczajną pracą.